# Тинктанк, Бирмингамски научен музей
Тинктанк, Бирмингамски научен музей (на английски: Thinktank, Birmingham Science Museum, преди известен само като Thinktank) е научен музей в Бирмингам, Англия, част от Бирмингамския музеен тръст. Отваря врати през 2001 година в конферентния център „Милениъм Пойнт“ на ул. „Кързън“, Дигбет, Бирмингам.

## История на музея
Бирмингамската научна и индустриална колекция стартира в средата на XIX век, като в началото съдържа сбирки от оръжия от продажба и изпитания. През 1885 г. е основан Бирмингамският музей с художествена галерия, включващ колекции с научни експонати. През 1951 г. отваря врати и Музеят на науката и индустрията в сграда на ул. „Нюхол“. През следващите години музеят придобива отделни експонати и цели колекции, свързани с местната промишленост и историята на науката и технологиите.
През 1995 г., Бирмингамският градски съвет решава да премести музея, когато се разкрива възможност за строеж на нова сграда. Старият музей затваря през 1997 г., а Тинктанк отваря на 29 септември 2001 г. като част от комплекса Милениъм Пойнт на обща стойност 114 милиона британски паунда. Музеят е финансиран от Бирмингамския градски съвет, с подкрепата и на комисията по честванията на 2000 година. Прилежащата към музея територия е определена за Източен градски парк. Много от експонатите на стария музей биват изложени и в новата сграда, а други са изложени в Бирмингамския музеен център.
Въпреки че старият научен музеен е бил безплатен за посещение, новият „Тинктанк“ изисква заплащане на входна такса. През 2005 г. музеят предприема реновиране на стойност 2 милиона паунда, което включва изграждането на зала за планетариум.
Към 2007 г. музеят има над 1 милион посетители.
През април 2012 г. Бирмингамският музеен тръст поема управлението на „Тинктанк“, както и на осем други музейни обекта.